# Maria Carme Junyent i Figueras
Pour les articles homonymes, voir Junyent et  Figueras.
Maria Carme Junyent i Figueras [məˈɾiə ˈkaɾmə ʒuˈɲen i fiˈgeɾəs], née le 4 février 1955 à Masquefa (Anoia, Catalogne) et morte le 3 septembre 2023, est une linguiste espagnole, professeure de linguistique à la faculté de philologie de l'université de Barcelone.

## Biographie

### Formation
Elle étudie la philologie à l'université de Barcelone et complète sa formation en Allemagne, à l'université de Marbourg et l'université de Cologne, et plus tard aux États-Unis, à l'université de Californie. 
Elle obtient un doctorat à l'université de Barcelone avec la thèse Le Classement des langues d'Afrique: le bantou et une hypothèse (de plus) sur son expansion. 

### Carrière
Elle fait de la recherche dans le domaine des langues menacées, l'anthropologie linguistique et les langues de l'immigration en Catalogne.
Elle est la directrice du groupe d'étude des langues menacées (GLACE) et auteure d'une large œuvre sur la situation des langues du monde et la diversité linguistique,.